# GeoJSON
GeoJSON — відкритий формат призначений для зберігання географічних структур даних, заснований на JSON.
Формат може зберігати примітивні типи для опису географічних об'єктів, такі як: точки (адреси та місця розташування), лінії (вулиці, шосе, кордони), полігони (країни, штати, ділянки землі). Також можуть зберігатися так звані мультитипи, які представляють собою об'єднання декількох примітивних типів.
Формат GeoJSON відрізняється від інших стандартів ГІС тим, що він був написаний і підтримується не організацією зі стандартизації, а за допомогою робочої групи розробників.
Подальшим розвитком GeoJSON є TopoJSON, розширення GeoJSON, яке кодує геопросторову топологію, і, як правило, забезпечує менший розмір файлів.

## Історія
Формат GeoJSON почав обговорюватися робочою групою в березні 2007 року і остаточна специфікація стандарту була готова до червня 2008 року.

## Об'єкти
| Типи          | Приклади | Приклади                                                                                     |
| ------------- | --- | -------------------------------------------------------------------------------------------- |
| Точка         | | { "type": "Point", "coordinates": [30, 10] }                                                 |
| Сегмент лінії | | { "type": "LineString", "coordinates": [ 30, 10], [10, 30], [40, 40] }                       |
| Багатокутник  | | { "type": "Polygon", "coordinates": [ [[30, 10], [40, 40], [20, 40], [10, 20], [30, 10]] ] } |
| Багатокутник  | { "type": "Polygon", "coordinates": [ [[35, 10], [45, 45], [15, 40], [10, 20], [35, 10]], [[20, 30], [35, 35], [30, 20], [20, 30]] ] } |                                                                                              |

| Типи            | Приклади | Приклади |
| --------------- | --- | --- |
| MultiPoint      | | { "type": "MultiPoint", "coordinates": [ 10, 40], [40, 30], [20, 20], [30, 10] }                                                             |
| MultiLineString | | { "type": "MultiLineString", "coordinates": [ [[10, 10], [20, 20], [10, 40]], [[40, 40], [30, 30], [40, 20], [30, 10]] ] }                   |
| MultiPolygon    | | { "type": "MultiPolygon", "coordinates": [ [[30, 20], [45, 40], [10, 40], [30, 20]] ], [ [[15, 5], [40, 10], [10, 20], [5, 10], [15, 5]] ] } |
| MultiPolygon    | { "type": "MultiPolygon", "coordinates": [ [[40, 40], [20, 45], [45, 30], [40, 40]] ], [ [[20, 35], [10, 30], [10, 10], [30, 5], [45, 20], [20, 35]], [[30, 20], [20, 15], [20, 25], [30, 20]] ] } | |

## Використання
GeoJSON підтримується багатьма картографічними системами і ГІС, включно з OpenLayers, Leaflet, MapServer, Geoforge [Архівовано 19 березня 2011 у Wayback Machine.], GeoServer, GeoDjango, GDAL, Safe Software FME, и CartoDB. Також можна використовувати GeoJSON із PostGIS і Mapnik,, обидва працюють із форматом за допомогою бібліотеки GDAL OGR. Онлайн-сервіси Bing Maps, Yahoo! і Google також підтримують GeoJSON у своїх API.
Інтерфейс Javascript API v3 карт Google Maps напряму підтримує інтеграцію шарів даних GeoJSON із 19 березня 2014 року.
GitHub теж підтримує GeoJSON і GeoJSON-експорт Potrace.